# Терновое кладбище
Терновое кладбище — исторический некрополь в Воронеже. Расположено на улице Дзиньковского.

## История

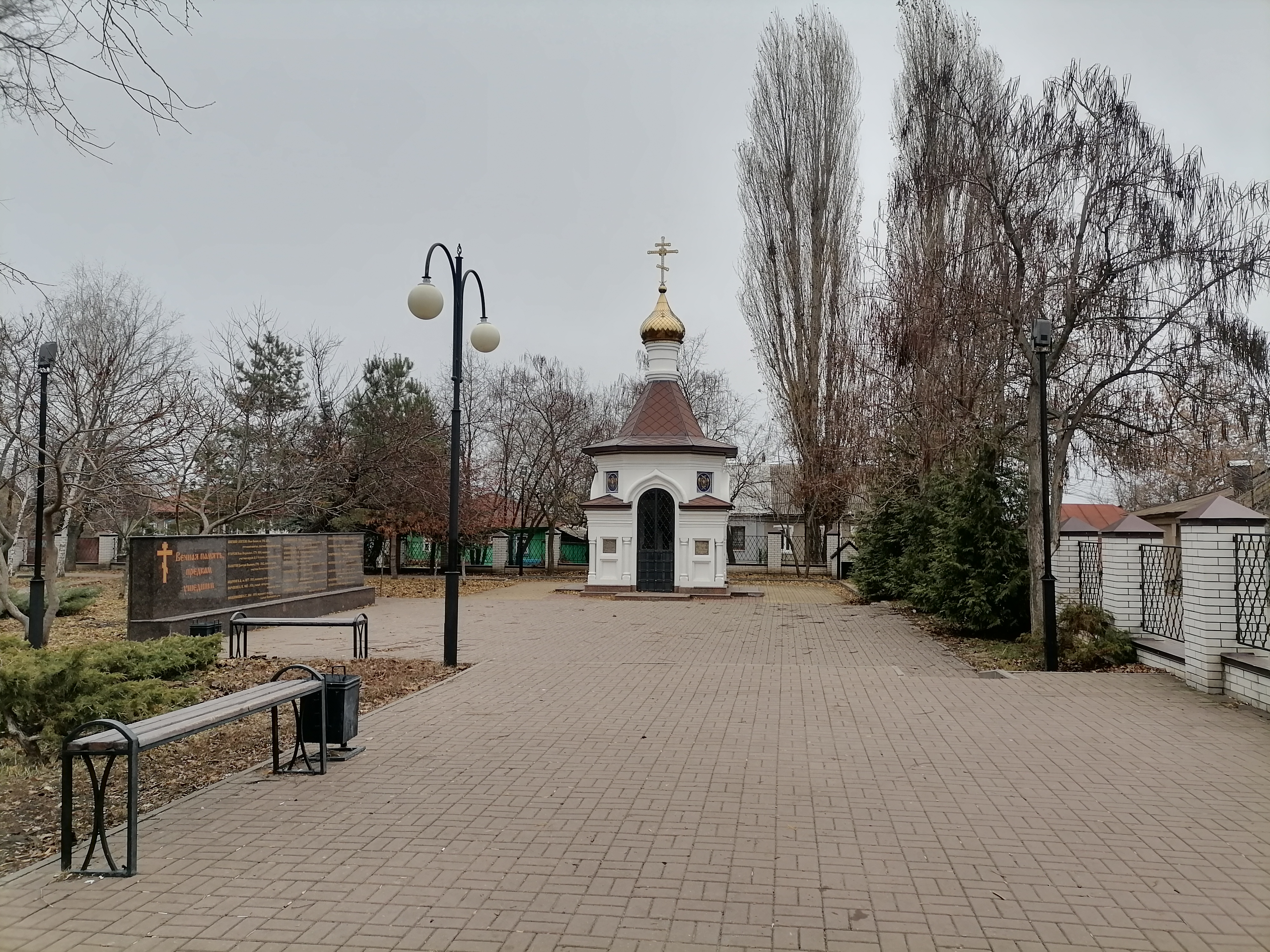
На территории кладбища

Основано на свободных землях за границей города в 1773—1775 годах. Считается, что название кладбище получило по Терновой поляне, на которой разместилось. В 1838 году на кладбище возвели церковь Сошествия Святого Духа (называемую также Троицкой и выполнявшую роль приходской).
Захоронения свободно совершались до 20-х годов ХХ-го века, в 1926 году кладбище закрыли. Площадь кладбища достигла 3,2 га. По некоторым сведениям захоронения продолжались и позже, в начале 1950-х годов.
Закрытое кладбище постепенно разрушалось, постепенно разбиралась ограда, территория захламлялась и даже перекапывалась. Надгробия использовались на хозяйственные нужды, близлежащие спуски к реке Воронеж вымощены материалами с кладбища, у местных жителей обнаружены фотографии 17 сентября 1967 года разрушения кладбища (названное «Праздник улиц»). На части кладбища была обустроена детская площадка: установлены карусели и бетонные вазоны, один из которых до недавних пор ещё находился на территории кладбища.
В 1992 году кладбище было признано памятником истории и культуры и взято под государственную охрану, была учреждена опека от Воронежско-Липецкой епархии, 22 июня 1992 года в центре кладбища был установлен большой деревянный крест. Однако было принято решение отвести на территории кладбища 7 участков под индивидуальное строительство. Протесты общественности, учащихся близ расположенной школы, жителей прилегающих улиц, инспекции по историко-культурному наследию Воронежской области, комитета по борьбе с коррупцией, публикации в газете «Воронежский курьер» позволили добиться отмены этого решения, о чём 18 февраля 1993 года Центральный райсовет Воронежа принял соответствующее постановление. Учитель истории школы № 16 С. А. Наговицын организовал учащихся на восстановительные работы, территория кладбища была расчищена, убран мусор, обнаружены многие старинные надгробия.
В 2011—2012 годах на кладбище возведена часовня Михаила Архангела

## Известные захоронения
См. категорию Похороненные на Терновом кладбище
На кладбище похоронены участники Отечественной войны 1812 года, доподлинно установлены имена капитана Ивана Саввича Мягкого, полковника Якова Михайловича Старкова, генерал-майора Дмитрия Ивановича Халютина (точное место расположения могил не известно). На Первой мировой войне погибли полковник Владимир Андреев и ротмистр Владимир Краснянский. Среди похороненных на кладбище архитектор Семён Соколов († 1868), священник Тихвино-Онуфриевской церкви Алексей (Аристов) и Крёстный родителькрестный отец писателя Ивана Бунина Иван Сипягин, основатель первой в России земской ветеринарно-фельдшерской школы Алексей Веревкин, депутат Госдумы Сергей Петровский, преподаватель рисования в Воронежском уездном училище Михаил Скляренко († 1863); расстрелянный чекистами в 1919 году священник Троицкой церкви Георгий (Снесарев); погибший в 1905 году во время еврейского погрома студент-революционер Николай Таранченко, расстрелянная белогвардейцами коммунистка Мария Копылова.

## Галерея

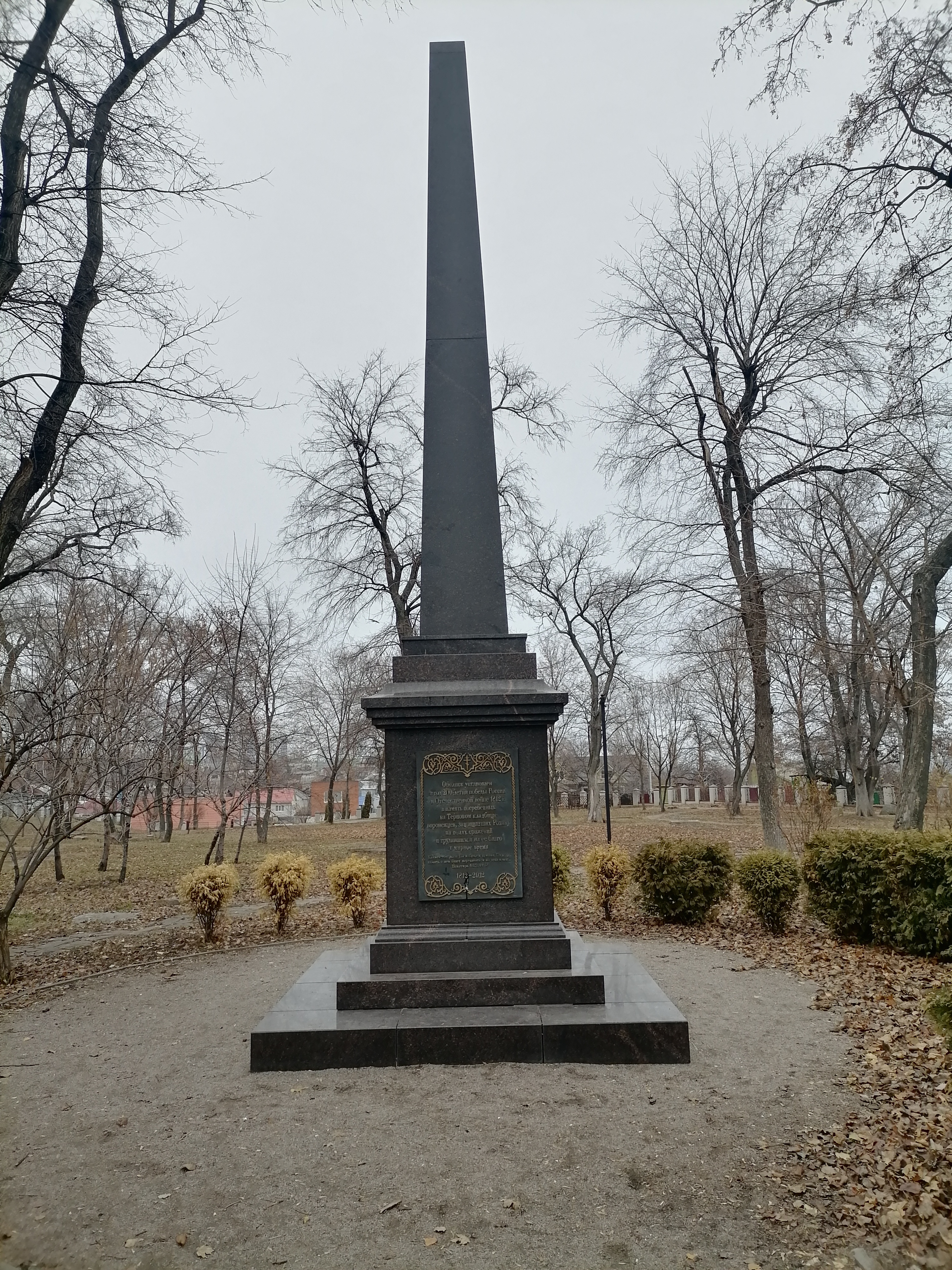
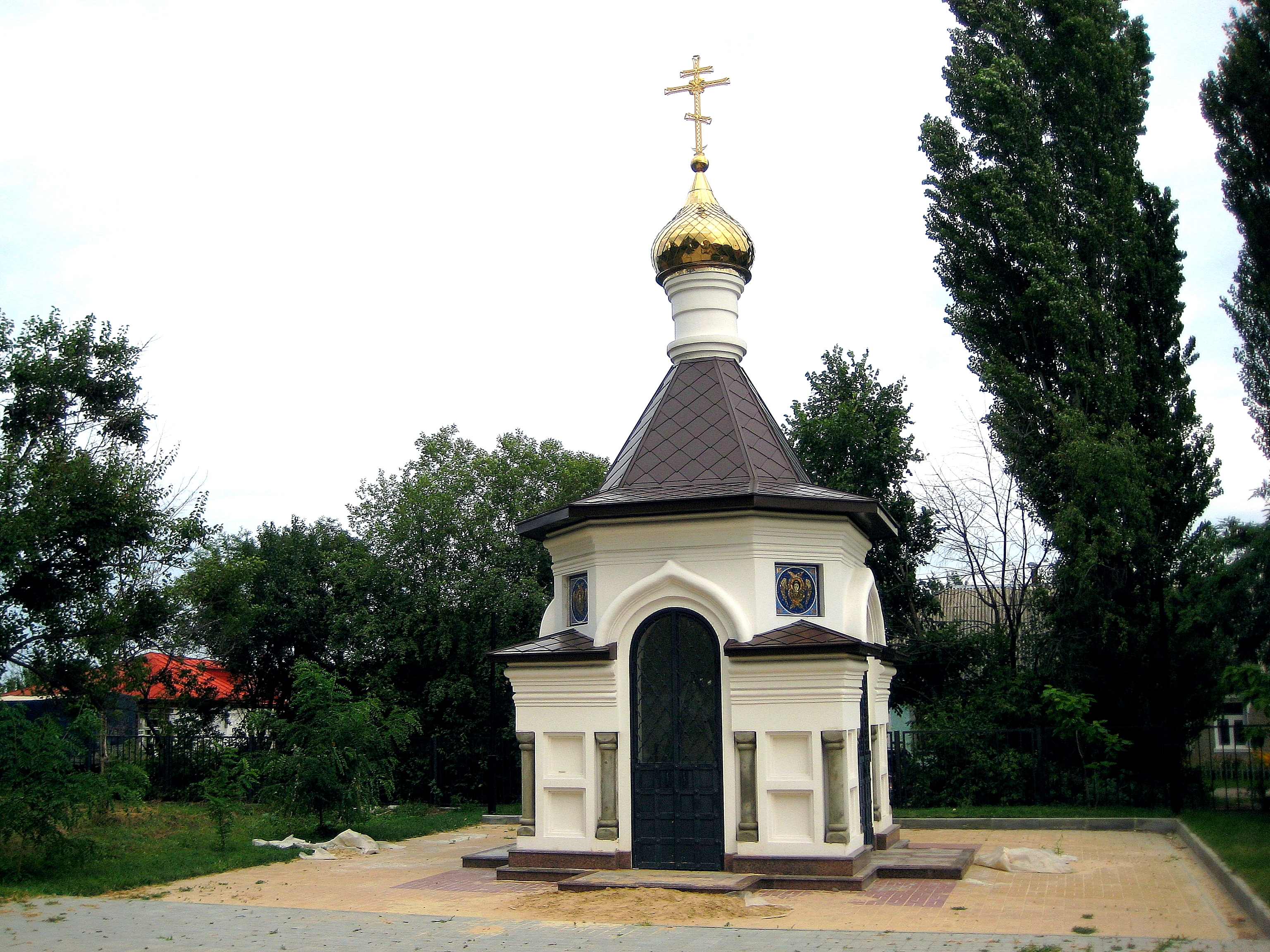
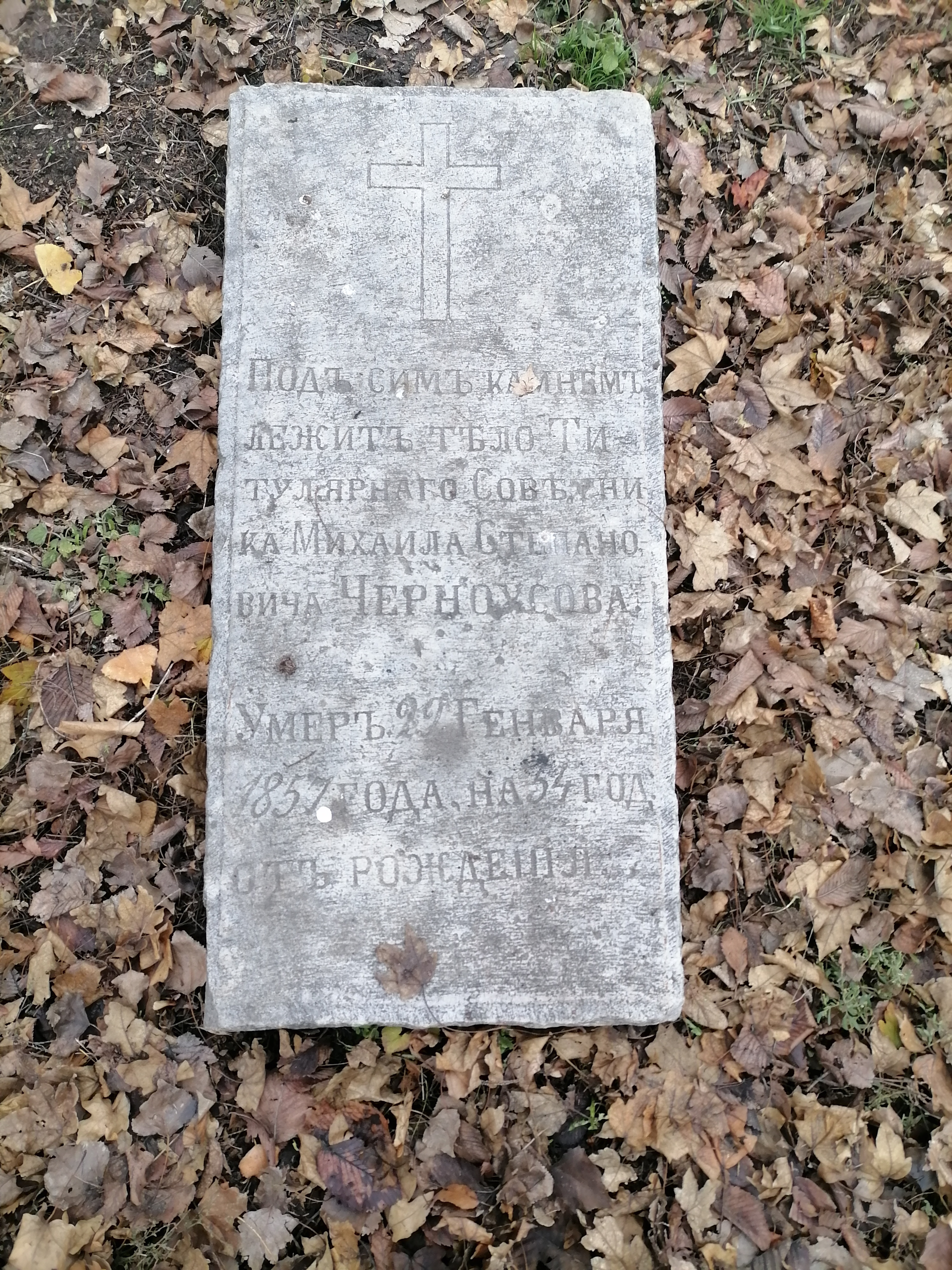
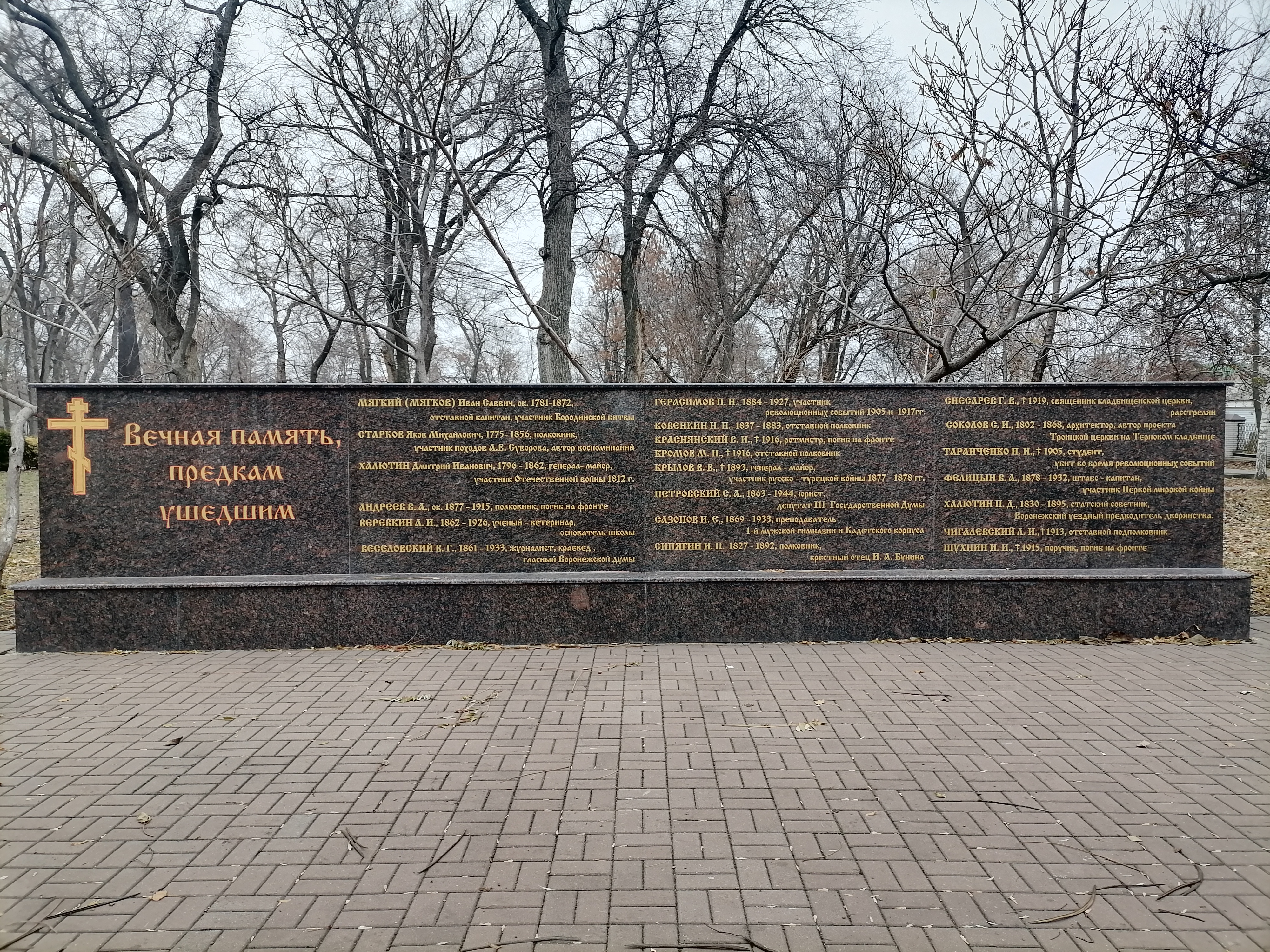